# Push Play
Push Play é uma banda de rock formada em Long Island, NY. Os membros são CJ Baran (cantor, guitarra, teclado), Steve Scarola (guitarra, teclado, backing vocals), Nick Deturris (baixo) e Derek Ries (bateria).

## Singles
| Ano  | Título           | Posições | Posições | Posições     | Posições | Posições     | Posições | Álbum |
| Ano  | Título           | US       | US Pop   | US Main Rock | US Mod   | Adult Top 40 | CAN      | Álbum |
| ---- | ---------------- | -------- | -------- | ------------ | -------- | ------------ | -------- | ----- |
| 2009 | "Midnight Romeo" | —        | —        | —            | —        | —            | —        | Found |